# مریویل (لوئیزیانا)
مریویل (به انگلیسی: Merryville) شهری در ایالت لوئیزیانا کشور ایالات متحده آمریکا است که جمعیت آن در سرشماری سال ۲۰۱۰ میلادی، ۱٬۱۰۳ نفر بوده‌است.